# Henri Scheweleff
Henri Scheweleff, född 1983 i Vasa, är en finländsk före detta fotbollsspelare som spelade som mittfältare.
Scheweleff har också representerat det finska landslaget vid ett antal tillfällen. Han spelade 2007 i Örgryte IS.

## Meriter
- Pojklandskamper: 34
- U-landskamper: 24
- A-landskamper: 3